# Pietro Antonio Solari
Pietro Antonio Solari (* um 1445 in Mailand; † Mai 1493 in Moskau) war ein italienischer Architekt und Bildhauer.

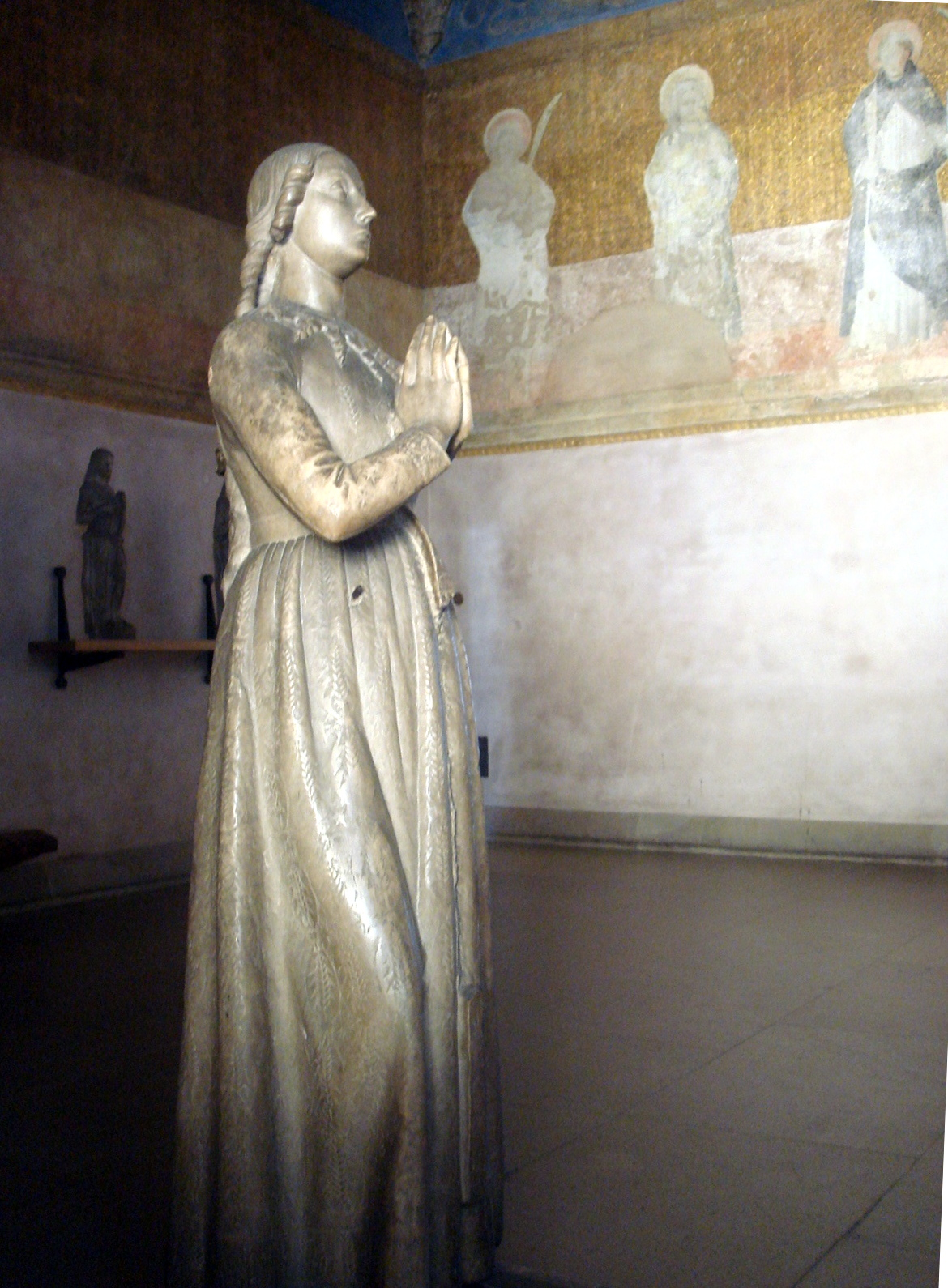
Pietro Antonio Solari, Madonna del coazzone, Castello Sforzesco, Milano

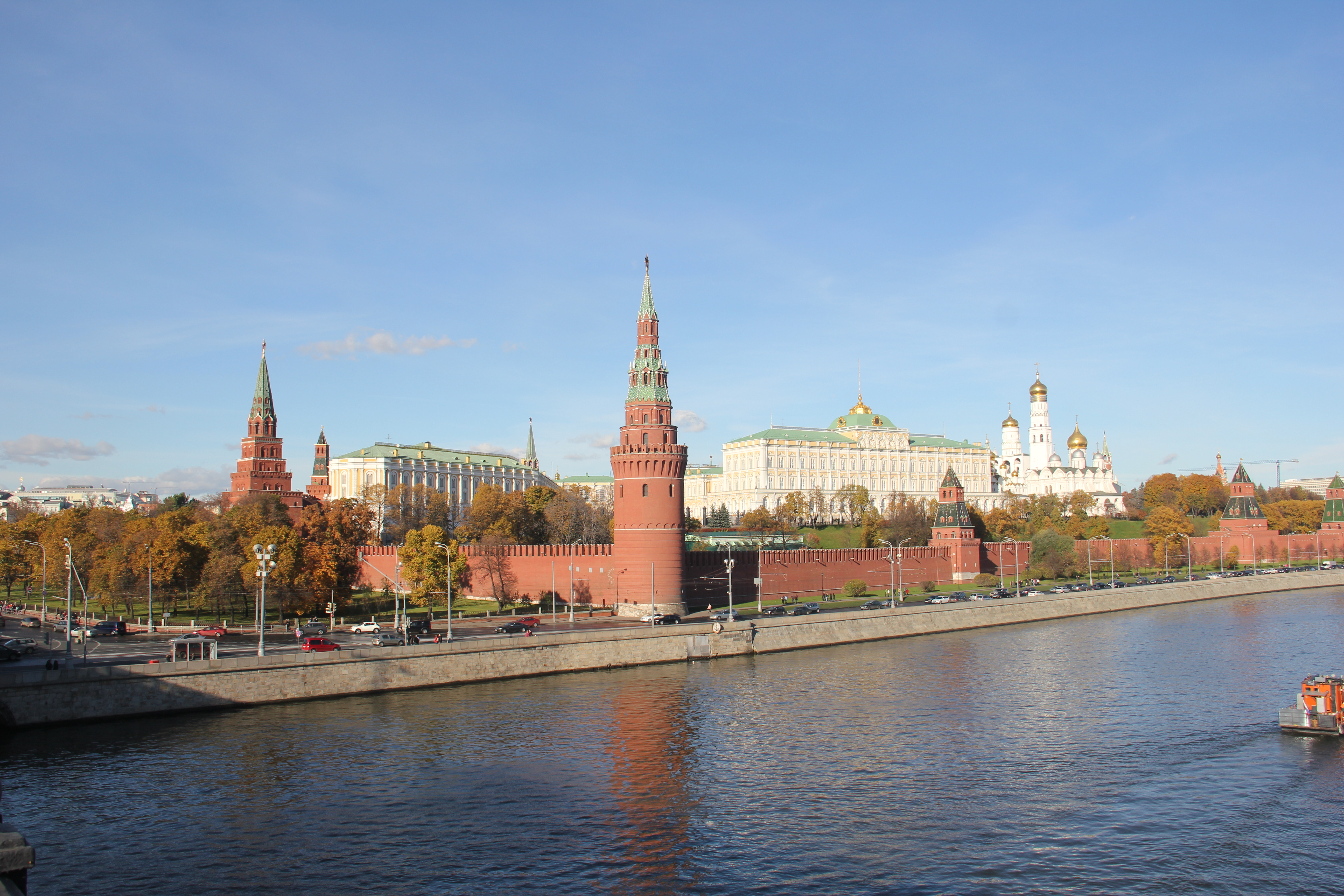
Moskauer Kreml

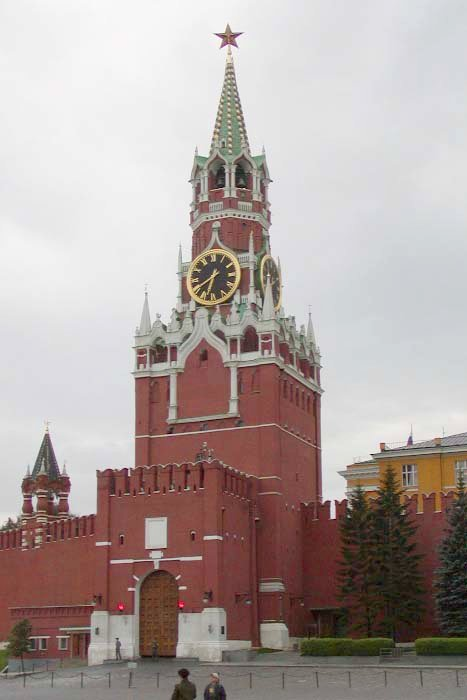
Moskauer Kreml, Erlöserturm

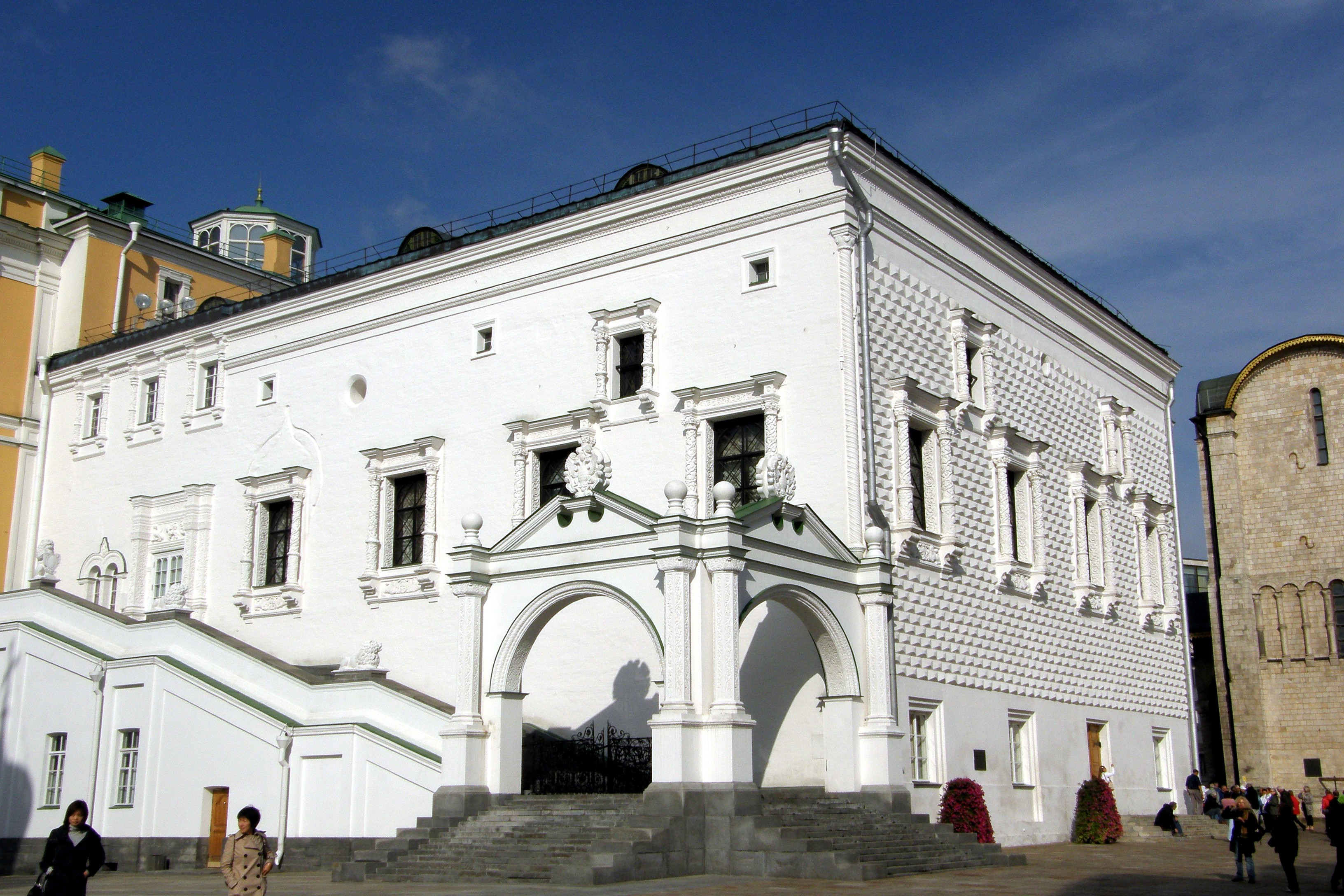
Moskauer Kreml, Facettenpalast

## Leben
Pietro Antonio wurde um die Mitte des 15. Jahrhunderts in Mailand geboren, vermutlich zwischen 1445 und 1450 als Sohn von  Guiniforte aus Carona TI und dessen Ehefrau Giovannina da Cesate. Er war Enkel von Giovanni Solari (Großvater) und Francesco Solari (Onkel), Cousin von Cristoforo Solari und Schwager von Giovanni Antonio Amadeo, der seine Schwester Maddalena heiratete. Die erste urkundliche Erwähnung findet sich im September 1476 als Pietro Antonio auf herzogliche Fürsprache zum Ingenieur der Dombauhütte in Mailand ernannt wurde, mit der Aufgabe, seinen Vater zu vertreten, wenn dieser auf der Baustelle abwesend war. Die Ernennung wurde am 26. Oktober bestätigt, als er noch adolescens genannt wurde und erneut am 30. Juli 1478, als Bona von Savoyen und Gian Galeazzo Maria Sforza festlegten, dass Guiniforte und Pietro Antonio die einzigen Ingenieure der Fabbrica bleiben sollten.
Eine Statue des Heiligen Nazaro im Dom Santa Maria Assunta von Crema aus dem Mailänder Dom, die Pietro Antonio zugeschrieben wird, könnte in die späten 1870er oder frühen 1880er Jahre datiert werden, ebenso wie vielleicht eine fast identische Kopie, die sich noch in den Lagerräumen des Mailänder Doms befindet, die beide einer dritten Statue ähneln, die auf dem südlichen Bogen des Tiburiums aufgestellt ist (plausibel ein Heiliger Christophorus). Pietro Antonio wurde von der Fabbrica del duomo mit der Herstellung der sogenannten Madonna del coazzone beauftragt, die in der Geschichtsschreibung fast einhellig mit der Skulptur identifiziert wird, die seit 1864 im Museo patrio di archeologia in Mailand aufbewahrt wird und heute in der herzoglichen Kapelle im Museo d’arte antica im Castello Sforzesco ausgestellt ist. Die Schaffung eines neuen Altars und einer neuen Statue mit diesem Thema wurde 1479 in Erwägung gezogen. Der für die Ausführung benötigte Marmor stand Pietro Antonio bereits am 26. Juli 1481 zur Verfügung, und am 19. April 1485 erhielt er 72 kaiserliche Lire, während die Statue am 16. April 1487 fertiggestellt wurde, da die Vergoldung durch die Mäler Giovanni Bernardino und Giovanni Stefano Scotti dokumentiert ist.
Im Jahr 1482 war Pietro Antonio mit der Fertigstellung und dem Einbau des Marmorportals der Kirche San Francesco in Piacenza beschäftigt, das sein Vater 1454 begonnen hatte und für das er möglicherweise die Lünette mit dem Heiligen Franziskus, der die Wundmale empfängt, schuf. Auf der Grundlage dieses Zeugnisses aus Piacenza stellte Bruno Adorni die Hypothese auf, dass es sich um ein Projekt von Pietro Antonio für die Benediktinerkirche von San Sisto handelt. Parallel zu seiner Karriere als Bildhauer, die er, der Familientradition folgend, auf der Baustelle des Mailänder Doms erlernt, übt Pietro Antonio auch eine rege Tätigkeit als Architekt aus und tritt damit in die Fußstapfen seines Vaters. Höchstwahrscheinlich war er der Nachfolger von Guiniforte auf der Baustelle von Santa Maria del Carmine in Mailand (ab 1472 und bis zur Vollendung des Werks im Jahr 1489), wo sein Einsatz den Bau der Gewölbe (1472–1476), die äußere Vollendung des Querschiffs, den Bau der Sakristei (1480 vollendet) und mehrere Kapellen, wie die von Santo Stefano, die von San Leonardo und die von San Giacomo, umfasst haben dürfte. Solari arbeitete auch im angrenzenden Kloster und baute 1489 das Dormitorium.
Traditionell wird seine Anwesenheit in der Incoronata-Kirche (nach 1470) mit dem Bau der Seitenkapellen und der inneren Ziegelpfeiler, in der Kirche Santa Maria della Pace (1480–1490), in der Kirche San Bernardino alle Monache (nach 1480), in San Pietro in Gessate (vor 1490), in Santa Maria della Rosa (1481–1490) und auch in Santa Maria in Camposanto. Nach dem Tod seines Vaters im Januar 1481 bewarb sich Pietro Antonio um die Ernennung zu seinem Nachfolger an der Spitze der Fabbrica del duomo, aber die Deputierten lehnten die Ernennung ab, die auch von den Brüdern der Scuola dei Santi Quattro Coronati unterstützt wurde. Pietro Antonio vertrat Guiniforte in der herzoglichen Fabrik des Ospedale Maggiore in Mailand, obwohl seine Rolle auf der Baustelle unklar ist, wo er ebenso dokumentiert erscheint wie andere Meister wie Ambrogio da Rosate, Pietro da Velate, Francesco da Lonate und Ambrogio Senago. Am 13. Januar 1481 schickte der herzogliche Sekretär einen Brief, in dem er seine Arbeit lobte, an den Prior des Certosa di Pavia. Am 12. November 1483 nahm Pietro Antonio seinen Cousin Cristoforo Solari als Lehrling für fünf Jahre auf. Am 7. Mai 1484 erhielt ein Pier Antonio de Solerio 100 Dukaten für das Grabdenkmal des Bischofs Marco Cattaneo de’ Capitani von Locarno, von dem nur noch der Gisant in der Kathedrale von Alexandria erhalten ist.
Er ging um 1490 nach Moskau, wo er mit Marco Ruffo, einem anderen italienischen Architekten, an einem der Palastbauten des Kreml arbeitete. Als Audienz- und Thronhalle diente Zar Iwan III. ab 1491 der von Ruffo und Solari gestaltete Facettenpalast, heute der älteste noch erhaltene Profanbau Moskaus. Solari entwarf den Borowizki-, Konstantin-Helenen-, Erlöser-, Nikolaus- sowie den Hundeturm (heute Arsenal-Turm). Dieser wurde, anders als die Moskauer Arbeit von Aristotele Fioravanti, im italienischen Renaissance-Stil ausgeführt.